# 1985年中国中央电视台春节联欢晚会
1985年中国中央电视台春节联欢晚会（简称1985年央视春晚），是中国中央电视台于1985年2月19日（农历甲子十二月三十除夕）為慶祝牛年新年舉辦的綜藝性文藝晚會，于当晚20:00播出。由黄一鹤担任导演，马季、姜昆、以及兩岸三地的女演員张瑜（中國大陸）、朱宛宜（台灣）、斑斑（香港）担任主持。
因经费问题，央视主动提出，本届春晚与中国工商银行联办。另外，为追求创新，本届春晚在北京工人体育馆举行，不过此举因直播中的各种问题遭到了媒体的批评。

## 节目单
| 序号 | 类型          | 节目名                                                                                       | 表演者                                                           |
| 1    | 京戏          | 《百猴迎春》                                                                                 | 中国京剧院                                                       |
| 2    | 器乐演奏      | 《编钟乐曲》                                                                                 | 湖北省歌舞团                                                     |
| 3    | 歌曲          | 《南乡子》                                                                                   | 李元华                                                           |
| 4    | 歌曲          | 《万里长城永不倒》                                                                           | 吕念祖                                                           |
| 5    |               | 中国女子排球队队员给老教练、老队员、家属及服务人员拜年                                       |                                                                  |
| 6    | 歌曲          | 《共享快乐年》 《在我生命裏》 《中国梦》                                                     | 罗文                                                             |
| 7    |               | 《中奖节目》                                                                                 | 黄阿原                                                           |
| 8    | 歌曲          | 《新春我们干一杯》 《祖国慈祥的母亲》                                                        | 张建一                                                           |
| 9    | 粤剧          | 《花市》 《花城之春》                                                                        | 红线女                                                           |
| 10   | 高空杂技      | 《悠绳》                                                                                     | 王景愚、张小卉                                                   |
| 11   | 歌曲          | 《赤子之心》                                                                                 | 周峰                                                             |
| 12   | 相声          | 《大乐、特乐》                                                                               | 马三立                                                           |
| 13   | 越剧          | 《五女拜寿》 《南海渔歌》                                                                    | 何赛飞、茅威涛                                                   |
| 14   | 歌曲          | 《一杯美酒》 《我的歌会飞到你的身边》                                                        | 迪里拜尔（维吾尔族）                                             |
| 15   |               | 《中奖节目》——投篮球（中插广告）                                                             | 黄阿原                                                           |
| 16   | 歌曲          | 《谁知我心》                                                                                 | 吕念祖、李志秀                                                   |
| 17   | 歌曲          | 《龙的传人》 《倩影》                                                                        | 黄锦波                                                           |
| 18   | 喜剧小品      | 《拍电影》                                                                                   | 陈佩斯、朱时茂                                                   |
| 19   | 歌曲          | 《小草》 《欢腾的小路》                                                                      | 房新华                                                           |
| 20   |               | 零点钟声                                                                                     |                                                                  |
| 21   | 录像          | 《恭贺新年》                                                                                 |                                                                  |
| 22   | 豫剧          | 《老牛接班》                                                                                 | 虎美玲、小香玉、王全真                                           |
| 23   | 舞蹈          | 《长袖舞》                                                                                   | 湖北省歌舞团                                                     |
| 24   | 男女声二重唱  | 《十五的月亮》 《生命之花》                                                                  | 董文华、柳培德                                                   |
| 25   | 硬气功表演    | 二指拉石、手指钻砖                                                                           | 李登来                                                           |
| 26   | 歌曲          | 《故乡情》                                                                                   | 奚秀兰                                                           |
| 27   | 歌曲          | 《登上高峰》                                                                                 | 张明敏                                                           |
| 28   |               | 武术表演                                                                                     | 郝勇、张小燕、赵长军、王建军、王群、李燕龙、邱建国               |
| 29   | 歌曲          | 《长城脚下一朵小花》 《年景》（根据《万水千山总是情》曲调填词）                              | 董岱                                                             |
| 30   | 相声          | 《看电视》                                                                                   | 姜昆、李金宝                                                     |
| 31   | 京剧          | 《打渔杀家》                                                                                 | 李慧芳（反串老生）（此前网上流传的节目单上的孙岳是误传）、王馥荔 |
| 32   | 歌曲          | 《问候你，朋友》 《长城长江万里长》（此前网上流传的节目单写的是《万里长城万里长》） 《家乡》 | 汪明荃                                                           |
| 33   | 歌曲          | 《友情》 《默默地祝福你》 《天黑黑》                                                         | 黄植诚、李大维、黄阿原                                           |
| 34   |               | 游戏节目（中插广告）                                                                         | 黄阿原                                                           |
| 35   | 舞蹈          | 《迎来新时光》                                                                               | 总政歌舞团                                                       |
| 36   | 结束曲/片尾曲 | 《难忘今宵》（最后一曲）                                                                     |                                                                  |



## 影响
- 本届春晚中，董文华以一首《十五的月亮》一炮而红，其歌词“军功章里，有你的一半，也有我的一半”成为当时的流行语[6]。
- 吕念祖、周峰均是1984年“九州方圆”国庆电视晚会中走红的歌手，前者在本届春晚中演唱的亚视电视剧《大侠霍元甲》主题曲《万里长城永不倒》与剧集一起风靡全国。
- 董岱演唱了《万水千山总是情》的国语版《年景》，此曲的原唱汪明荃则演唱了三首不同的歌曲。

### 纪念券与纪念章
为解决本届春晚筹备时经费不足的问题，当时央视提出与中国工商银行联办本届春晚，并在全国各大中城市的工行网点发行“1985年春节联欢晚会赞助纪念券”，以募集50万元人民币的晚会赞助资金，其性质与彩票相同，面值为1元，在纪念券上印有6位数字的号码以及兑奖方法。奖品包括熊猫牌彩电（1台）、金质纪念章（10枚）、银质纪念章（100枚）、铜质纪念章（1000枚）、铝质纪念章（未获得上述奖品者凭纪念券至各地工行网点兑换）。在晚会直播当日由中国女排队员现场摇奖。这些纪念章直径33毫米，厚度3毫米，由中国造币公司上海六一四造币厂制造。正面中间是中国中央电视台的蝴蝶标，台徽上下分别印有“1985年春节联欢晚会纪念”和“中央电视台”的字样。背面图案为李可染绘制的牧牛图中国画作品，图中题有“孺子牛”与“乙丑年”字样，下面注明“中国造币公司”。

## 批评
本届春晚为追求创新，在北京工人体育馆举行，后因直播效果不佳，遭到媒体的强烈批评，中央电视台一天收到的批评信甚至多达数麻袋。迫于舆论压力，央视在1985年3月2日的《新闻联播》中向全国观众道歉，表示“……整个晚会拖沓、松散，追求形式，华而不实，某些节目格调不高，某些即席讲话很不得体，晚会广告过多，还发售了赞助纪念券。凡此种种，引起观众不满是理所当然的。为此，我台诚恳接受大家的批评。”。后来，中华人民共和国广播电视部认为，央视春晚把关不严，故时任中央人民广播电台副台长杨伟光空降央视任职，由此央视开始对春晚节目进行多层次的审查。
黄一鹤曾在央视十套《讲述》节目称，当时晚会直播期间的灯光照明质量差、场子宽敞人难集中、上厕所要花15分钟，导致整个晚会节奏缓慢。当时的春晚剧组没有配备无线对讲机，只通过信号较差、干扰大的有线耳机指挥，演职人员的行动无法统一。2月19日当晚北京工人体育馆没有供暖，会场天气寒冷，很少有观众的掌声，灯光昏暗，晚会节目衔接拖沓，使此次春晚持续6个小时之久。2008年黄一鹤接受媒体采访时表示，为展示宏大的场面而选择了北京工人体育馆作为本届春晚的举办地，但由于设备条件跟不上，即便借助央视全台的力量，加上上届春晚成功的团队，都不具备在工体办春晚的条件。